# Four Seasons Hotel New York
Four Seasons Hotel New York är en 208 meter hög skyskrapa i New York i Förenta staterna.
Höghuset byggdes 1993 och innehåller 364 hotellrum. Det tillhör kedjan Four Seasons. 
Höghuset, som är ett av de högsta hotellen i New York, ritades av Ieoh Ming Peis arkitektbyrå.